# Чурюково
Чурюково — деревня в Дзержинском районе Красноярского края. Входит в состав Александро-Ершинского сельсовета. До 1996 года находилась в составе Вознесенского сельсовета.

## История
Деревня Чурюкова (Ново-Убыс) была основана в 1911 году. По данным 1926 года в деревне имелось 62 хозяйства и проживало 344 человека (180 мужчин и 164 женщины). В национальном составе населения преобладали русские. В административном отношении Чурюкова входила в состав Вознесенского сельсовета Рождественского района Канского округа Сибирского края.

## Население
| 2010 |
| ---- |
| 129  |